# Un crime de guerre

Un crime de guerre est un téléfilm français réalisé par Michel Wyn en 1994.
Il relate le procès de Bordeaux au cours duquel furent jugés en janvier 1953 certains participants au massacre d'Oradour-sur-Glane le 10 juin 1944.

## Fiche technique
- Réalisation : Michel Wyn
- Scénario : Sylvain Joubert
- Photographie : André Neau
- Montage : Mario Graziano
- Musique : Raymond Alessandrini
- Date de diffusion : 13 juin 1994

## Distribution
- Guy Tréjan : Le président Gauzin
- Sylvain Joubert : Me Lagarde
- Gérard Lartigau : Le colonel Bernier
- Christophe Bourseiller : Vergnaud
- Jean-François Kopf : L'interprète
- Marc Saez
- Michael Hofland